# Mario Brkljača
Mario Brkljača (Zagreb, 7. veljače 1985.) je bivši hrvatski nogometaš. Trenutačno je sportski direktor Šibenika.
Statistika u Hajduku
| Natjecanje        | Nastupi | Zgoditci |
| ----------------- | ------- | -------- |
| Prvenstvo         | 35      | 3        |
| Kup               | 2       | 0        |
| Superkup          | 1       | 0        |
| Međunarodne       | 10      | 2        |
| Splitski podsavez | 0       | 0        |
| Ukupno            | 48      | 5        |
| Prijateljske      | 23      | 3        |
| Sveukupno         | 71      | 8        |

Prvi službeni nastup je za prvenstvo Hrvatske protiv Šibenika u Splitu 17. svibnja 2009. godine kada mijenja Rosu, a završilo je pobjedom Hajduka golovima Pandže i Kalinića s 2:0.
Svoj prvi i najzaslužniji gol je onaj koji je dao Rijeci na Kantridi 19. rujna 2010. godine kojim je Hajduk osvojio 3 boda. Drugi gol zabio je Karlovcu Splitu a završilo je s 2:3 (pobjeda Karlovca; na golu je bio Subašić). Treći gol dao je Zagrebu u Zagrebu. Drugi gol dao je Čop, i završilo je s 2:2.
Karijeru je obilježio tako što je "velikom" Iniesti provukao loptu kroz noge na prijateljskoj utakmici Hajduka i Barcelone.

## Vanjske poveznice
- Profil na Transfermarktu
- Profil na Soccerwayu